# Kelly Thornton
Kelly Thornton (Dublín, 13 de abril de 1997) es una actriz irlandesa, reconocida por interpretar a Corrina Mallon en la serie de 2015 Clean Break, a Emma en la película cómica Life's a Breeze de 2013 y a Ann en la película musical de 2016 Sing Street.

## Carrera
Thornton hizo su debut en la pantalla grande en la comedia irlandesa Life's a Breeze de 2013. Interpretó el papel de Emma, la protagonista principal, junto a sus coterráneos Pat Shortt y Fionnula Flanagan. La película se proyectó en la sección Contemporary World Cinema del Festival Internacional de Cine de Toronto de 2013. Thornton obtuvo una nominación a los Premios IFTA por su papel, además de recibir el premio Bingham Ray New Talent en el Galway Film Fleadh de 2013.
A finales de 2013 debutó en la televisión irlandesa, participando en la cuarta temporada del popular drama televisivo de RTÉ Love/Hate, interpretando el papel de Kellie en una aparición de un solo episodio. En 2015 interpretó el papel principal de Corrina Mallon en el drama de RTÉ Clean Break. La serie, dirigida por Gillies MacKinnon y Damien O'Donnell, relata la historia de Frank Mallon, el padre de Corrina y un vendedor de coches. Luchando por llegar a fin de mes, Frank secuestra a la familia del gerente de su banco local y, en consecuencia, se ve involucrado con algunos notorios criminales locales.
Ese mismo año, Thornton interpretó el papel principal de Molly en el cortometraje irlandés Battle. La película fue escrita y dirigida por Megan K. Fox y relata la historia de una "adolescente que encuentra la fuerza y la felicidad en la música frente a su batalla contra la depresión". En 2016 obtuvo un mayor reconocimiento por su papel en la película Sing Street, interpretando el papel de Ann Lawlor, hermana mayor del protagonista principal Conor. Ambientada a mediados de la década de 1980 en Dublín, la cinta cuenta la historia de Conor "Cosmo" Lawlor, un adolescente que se ve obligado a cambiar de escuela y monta una improvisada banda de new wave.
En octubre de 2016, Thornton apareció en el video musical de "Don't Mind Me" de la banda irlandesa de rock alternativo Walking on Cars.

## Filmografía

### Cine
| Año  | Título          | Papel      | Notas        |
| ---- | --------------- | ---------- | ------------ |
| 2013 | Life's a Breeze | Emma       |              |
| 2015 | Battle          | Molly      | Cortometraje |
| 2016 | Sing Street     | Ann Lawlor | Musical      |
| 2023 | Flora and Son   | Heart      |              |

### Televisión
| Año  | Título          | Papel          | Notas       |
| ---- | --------------- | -------------- | ----------- |
| 2013 | Love/Hate       | Kellie         | 1 episodio  |
| 2015 | Clean Break     | Corrina Mallon | 4 episodios |
| 2016 | Beyond The Lens | Molly          | 1 episodio  |